# Eva Christiansen

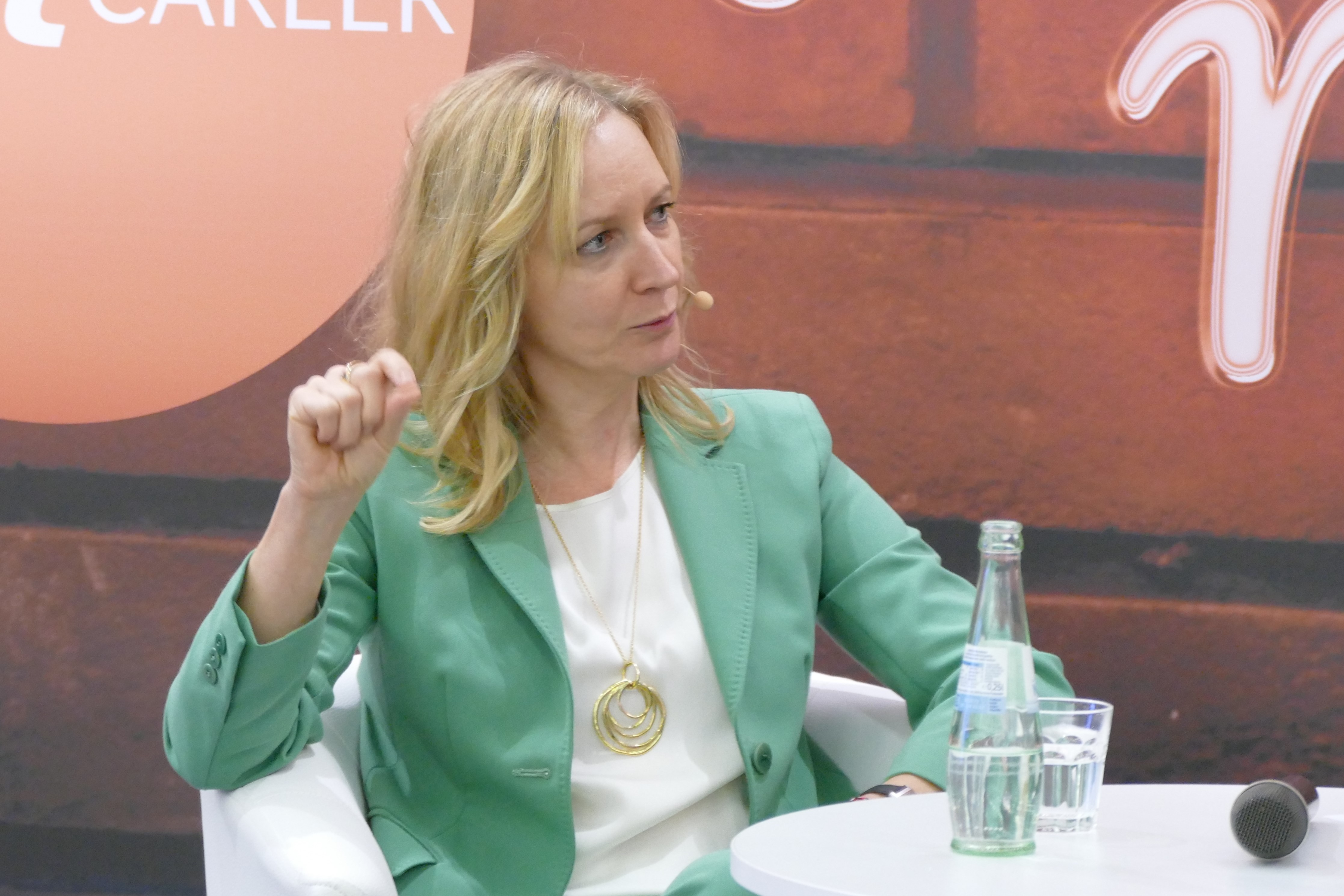
Eva Christiansen bei einem Messeauftritt 2023

Eva Christiansen (* 1970 in Köln) ist eine deutsche Medienberaterin. Während der Kanzlerschaft von Angela Merkel war Christiansen Leiterin der Abteilung Politische Planung, Innovation und Digitalpolitik sowie Redenschreiberin im Bundeskanzleramt. Sie gehörte zusammen mit Büroleiterin Beate Baumann zum engsten Kreis der Bundeskanzlerin.

## Karriere
Eva Christiansen besuchte das Städtische Gymnasium Hennef. Anschließend studierte sie Volkswirtschaftslehre und schloss das Studium an der Universität Bonn mit dem Diplom ab. Ab 1994 arbeitete sie als Assistentin eines Wirtschaftsprüfers und wechselte 1996 in ein Umwelttechnologieunternehmen. 1997 trat sie in die CDU ein und wurde im folgenden Jahr vom damaligen Generalsekretär Peter Hintze als stellvertretende Parteisprecherin eingestellt. 1999 rückte Christiansen zur ersten Sprecherin auf.
Als 2002 Angela Merkel den Vorsitz der CDU/CSU-Bundestagsfraktion übernahm, wechselte Christiansen von der Parteizentrale in das Jakob-Kaiser-Haus.
Zeitnah zur Regierungsübernahme verabschiedete sich Eva Christiansen in eine Babypause. Nach der Geburt ihrer Tochter kehrte sie zunächst auf eine Teilzeitstelle als Medienberaterin der Kanzlerin zurück. Von März 2010 an war sie Leiterin des Stabs „Politische Planung, Grundsatzfragen, Sonderaufgaben“ und des Referats „Medienberatung“ im Bundeskanzleramt. Christiansen hatte 2011 einen ihrer seltenen öffentlichen Auftritte auf dem 23. Medienforum NRW 2011 in Köln. Sie war außerdem seit Juli 2012 Mitglied des ZDF-Fernsehrats. Zuvor hatte sie dem Rundfunkrat der Deutschen Welle angehört.
Im August 2017 bestätigte die CDU-Bundesgeschäftstelle Recherchen der Welt am Sonntag, dass Christiansen und weitere Mitarbeiter des Kanzleramts während des Wahlkampfs zur Bundestagswahl eine vom Kanzleramt genehmigte Nebentätigkeit für die Partei im Rahmen eines Minijobs auf 450-Euro-Basis Euro ausübten. Die SPD beantragte daraufhin eine Überprüfung durch den Bundestagspräsidenten und den Bundesrechnungshof. Bundestagspräsident Norbert Lammert versprach, den Sachverhalt zu prüfen.
Von 2018 bis 2021 war Christiansen Leiterin der 2018 neu gegründeten Abteilung 6 für Politische Planung, Innovation und Digitalpolitik, Strategische IT-Steuerung. Sie verantwortete währenddessen weiterhin Referat 14 „Medienberatung“ im Bundeskanzleramt.
Von 2020 bis 2022 war Eva Christiansen Aufsichtsratsvorsitzende des DigitalService des Bundes, der Digital-Agentur der Bundesregierung.
Eva Christiansen ist verheiratet und hat eine Tochter.